# Flattr
Flattr är en tjänst för mikrodonationer som grundades av Peter Sunde och Linus Olsson 2010. Användare av tjänsten ges möjligheten att varje månad avsätta ett mindre belopp (minst 2 euro) och därefter klicka på Flattr-knappar på olika hemsidor för att på så sätt bestämma vilka som ska få dela på pengarna. I slutet av månaden fördelas pengarna jämnt mellan mottagarna. Omvänt kan en användare också knyta Flattr-knappar till det material den har skapat och på så sätt ta emot donationer. Namnet Flattr är en lek med orden "flatter" 'smickra' och "flatrate" 'fast avgift'. När en användare klickar på en Flattr-knapp sägs de "flattra" den sida de besöker.

## Historia
Flattr lanserades i mars 2010 och krävde då en inbjudan för att få registrera ett konto. Den 12 augusti samma år blev den öppen för alla. Flattr tog då ut en avgift på 10 % av användarnas månatliga belopp.
I december 2010 fick Flattr stor uppmärksamhet då information spreds via Twitter om att tjänsten kunde användas för att skänka pengar till Wikileaks som nyligen hade blockerats av Paypal, Visa och Mastercard.
Den 28 april 2011 gick det ut ett meddelande via e-post om att användare från och med den 1 maj inte längre behövde betala in pengar och flattra andra för att själv kunna ta emot pengar.
Den 30 juni 2011 inleddes ett samarbete med internetleverantören Bredbandsbolaget som gör det möjligt för dess kunder att registrera ett Flattr-konto direkt från sitt konto hos Bredbandsbolaget. Dessutom bjöds de första tusen att registrera sig på 150 kronor att flattra för.

## Tillägg
För att kunna vara riktigt användbar förlitar sig Flattr på nätverkseffekten – det är viktigt att så många användare som möjligt går med och därmed har möjlighet att flattra och bli flattrade. Ett stort antal plattformar stöds redan, såsom WordPress, Blogger och Joomla. För att skynda på spridningen, även till sajter som inte stöder Flatter, har ett Firefox- och ett Google Chrome-tillägg tagits fram kallat "Överallt". Det gör det möjligt för webbläsaren att parsa en enkel tagg ([Flattr=ID]) och ersätta den med en Flattr-knapp.

### Utanför webben
Tjänsten Offline-Flattr gör det möjligt att skriva ut QR-koder som kan tolkas av moderna mobiltelefoner. Därmed finns möjligheten att flattra rent fysiska eller andra icke webbaserade objekt.

## Omdömen och utmärkelser
Flattr AB fick 2011 års Björn Afzeliuspris.